# Cholsey
 (avril 2017).
Si vous disposez d'ouvrages ou d'articles de référence ou si vous connaissez des sites web de qualité traitant du thème abordé ici, merci de compléter l'article en donnant les références utiles à sa vérifiabilité et en les liant à la section « Notes et références ».
Cholsey est une ville britannique située dans le comté de l'Oxfordshire en Angleterre.

## Histoire
La route préhistorique Icknield Way (en) croise le fleuve la Tamise à Cholsey, ce qui est sûrement la raison de l'établissement de la ville à cet endroit, où les terres étaient fertiles.
L'ancienne compagnie ferroviaire Great Western Railway qui reliait Cholsey à Wallingford a cessé son exploitation en 1959. La Cholsey and Wallingford Railway (en), surnommée « The Bunk », est ré-exploitée par la CWR à partir de 1981, avec une flotte de huit locomotives diesel.

## Culture locale et patrimoine

### Lieux et monuments
- L'église St. Mary, située au nord de la ville, a été fondée en 986, mais le bâtiment actuel date de la moitié du XIIe siècle. La cloche de l'église a été fondue à Londres entre 1290 et 1310[1].
- Le viaduc de Cholsey a été construit par Isambard Kingdom Brunel au XIXe siècle[1].

### Personnalités
La romancière Agatha Christie, décédée le 12 janvier 1976 dans sa résidence de Wallingford, est enterrée dans le cimetière de St. Mary's church, au côté de son mari Max Mallowan.